# نستر
نستر ((به انگلیسی: Nester)) یکی از شبیه‌سازهای اصلی کنسول کلاسیک ان‌ای‌اس است. سورس این نرم‌افزار تحت مجوز گنو منتشر شده‌است.